# Satomi Fukunaga
Satomi Fukunaga (福永恵規, Fukunaga Satomi, nacida el 26 de enero de 1967 en el barrio de Ōta, Tokio, Japón) es una actriz, cantante y ex idol japonesa, activa en los años 80. Formó parte del grupo idol Onyanko Club siendo la miembro número 11. Al haber contraído nupcias adoptó el nombre de Satomi Matsuzaki (まつざきさとみ, Matsuzaki Satomi), pero siempre se la ha conocido por su nombre de soltera.

## Biografía
Fukunaga se unió en 1985 a Onyanko Club, tras aprobar la audición titulada «Jyoushikousei Special». Fue la cantante principal de los primeros sencillos del grupo, así como del tema debut «Sailor Fuku wo Nugasanaide». En 1986 debutó como solista con su primer single, titulado «Kaze no Invitation». Este se posicionó en el puesto número 1 en las listas de Oricon semanales.

### Después de Onyanko Club
En 1986 Satomi se graduo del grupo Onyanko Club, pero estuvo también presente en la disolución del mismo. Posteriormente publicó cuatro singles en solitario y dos álbumes de estudio. Entre sus temas destacados puede mencionarse el sencillo «My Heart Jumps», que fue utilizado como banda sonora para la película de anime Proyecto A-Ko.
En la serie de televisión en imagen real Sukeban Deka III, Satomi interpreta el personaje de Leia (basado en el personaje de mismo nombre, de la saga Star Wars). Además de participar como actriz en la serie, Satomi es también intérprete del tema de cierre de la serie, titulado «Heart no Ignition».

## Retiro y vida personal
En 1988 Fukunaga se retiró del mundo del espectáculo debido a complicaciones en su estado de salud, que le aquejaban en ese momento. Contrajo nupcias en 1994.

## Discografía

### Álbumes de estudio
- [1986.11.14] SPLASH
- [1987.07.05] SAMBO

### Best albums
- [1987.11.22] Fukunaga Satomi Best
- [2002.10.17] MY Kore! Kushon Fukunaga Satomi Best
- [2010.05.19] My Kore! Lite Fukunaga Satomi

### Singles
- [1986.05.21] Kaze no Invitation
- [1986.10.01] Heart no Ignition
- [1987.01.28] Bokutachi no RUNAWAY
- [1987.04.24] Kokoro mo JUMP shite! Natsu no Intro

### Compilaciones/otros
- [1987.05.21] Sukeban Deka III ~Shoujo Ninpou Jou Denki~
- [1998.11.16] 80's Idol JAPAN 2
- [2002.09.19] My Kore! Kushon Catalog VOL.2
- [2002.11.27] Zoku Seishun Uta Nenkan '86 PLUS
- [2002.12.04] BOMB presents "Eien no '80 Otakara Idol Ooshuugou!"

### PhotoBooks
- [1987.03.06] Nanfuu
- [1988.09.12] Seoul e Iku Hikouki Naka de Yomu Hon Touchuu

## Filmografía

### Películas
- [1986]: Onyanko gakuen kiki ippatsu Tonda hokago

### Doramas
- [1986] Sukeban Deka III
- [1986] Boku no Fiance
- [1987] Jungle